# Comuna Birkiv, Litîn
Birkiv (în ucraineană Бірків) este o comună în raionul Litîn, regiunea Vinnița, Ucraina, formată din satele Birkiv (reședința), Kileanivka și Zalujne.

## Demografie
Componența lingvistică a satului Birkiv
     Ucraineană (99,67%)
     Alte limbi (0,22%)
Conform recensământului din 2001, majoritatea populației satului Birkiv era vorbitoare de ucraineană (99,67%), existând în minoritate și vorbitori de alte limbi.